# ガスパール・モンジュ
ガスパール・モンジュ (Gaspard Monge、1746年5月9日 - 1818年7月28日）は、フランスの数学者・科学者・工学者・貴族。エコール・ポリテクニークの創設者。
今日知られる微分幾何学を開発し、曲面方程式や曲線の微分方程式から3次元空間への曲面曲率線の概念を導入して幾何学的形状を解析するなど、微積分方面による曲面の研究で知られる。
従来から製図で使用されていた画法幾何(図法幾何とも言う。)を、ジラール・デザルグの定理やパスカルの定理に基づく遠近法を研究して三角法や射影幾何学、図学という学問・学術にする体系再編に貢献し、この画法幾何学をベースにした解析手法は応用力学にまで取り入れられて構造解析の、また透視画法や投影図法が現在も製図法の骨子になっている。当時の度量衡を確立したほか、モンジュ・アンペール方程式や群論や最適輸送問題などの研究などでも知られる。
軍事技術関連では、大砲鋳造や火薬製造法などを開発している。フランス革命当時、海軍大臣、元老院議長を務めていた。パリ東マルヌ＝ラ＝ヴァレ大学にガスパール・モンジュ学院、また切手の肖像画のほか、フレンチライラックやバラにも名がつけられた花卉がある。

## 人物
フランスのブルゴーニュ、コート＝ドール県ボーヌで、ジャック・モンジュの子として生まれた。ジャックはサヴォワ出身者で、行商人から弁護士となった。ボーヌのオラトリオ会のコレージュで、弟ルイ、ジャンとともに学んだ。ルイは1785年に行われたラ・ペルーズ伯の探検に同行した人物である。10歳でリヨンのコレージュ＝リセ・アンペールに入学、19歳でメジエール王立工兵学校の別科に入学し卒業。1768年から1780年まで同校の数学教授、1770年から1780年まで物理学教授。
1780年、ソルボンヌ大学の水理学担当教授に就任し、同年パリ科学アカデミー会員に列する。
1784年には世界で初めて二酸化硫黄の液化に成功する。
1794年、エコール・ノルマル教授。
1795年にはエコール・ポリテクニーク校長に就任した。門下にラザール・カルノー、ジョゼフ・フーリエ、ジャン＝ヴィクトル・ポンスレ、シャルル・デュパンらがいる。エコール・ポリテクニークでは画法幾何学を教えたが口頭による説明が難しいため、黒板を利用した。これが教育用途での最初期の使用例である。
1798年のナポレオンのエジプト遠征にも同行し、エジプトのカイロ大学設立に参加した。このとき、砂漠の行軍時に悩まされていた蜃気楼の原因解明を後に行ったことがよく知られている。
1799年、著書『画法幾何学』(Géométrie descriptive)を、1804年には『解析学の幾何学への応用』(Application de l'analyse a la géomérie)を刊行。
1989年12月、彼の遺灰がパリのパンテオンに移された。